# Dunkel (Album)
Dunkel ist das vierzehnte Studioalbum der deutschen Rockband Die Ärzte, das am 24. September 2021 veröffentlicht wurde.

## Veröffentlichung
Das Album erschien neben einer CD auch auf Doppel-Vinyl in limitierter Auflage im Schuber inklusive einer Girlande. Der Schuber ist dabei größer angelegt, sodass ebenfalls die Doppel-LP des Albums Hell Platz darin findet. Die Vinyl-Versionen beider Alben (Hell und Dunkel) wurden in Buchform herausgegeben.

## Titelliste
1. KFM – 1:28 (M/T: Farin Urlaub)
2. Wissen – 3:15 (M/T: Farin Urlaub)
3. Dunkel – 3:50 (M: Rodrigo González, Bela B / T: Bela B)
4. Anti – 3:06 (M/T: Farin Urlaub)
5. Doof – 3:15 (M/T: Bela B)
6. Schrei – 3:02 (M/T: Rodrigo González)
7. Kraft – 4:29 (M/T: Farin Urlaub)
8. Schweigen – 3:50 (M/T: Bela B)
9. Tristesse – 3:30 (M/T: Farin Urlaub)
10. Kerngeschäft (feat. Ebow) – 3:53 (M: Bela B, T: Bela B, Ebow)
11. Noise – 3:23 (M/T: Farin Urlaub, Bela B)
12. Einschlag – 3:05 (M/T: Bela B)
13. Anastasia – 2:42 (M/T: Farin Urlaub)
14. Besser – 4:02 (M/T: Farin Urlaub)
15. Nachmittag – 3:55 (M/T: Farin Urlaub)
16. Menschen – 2:40 (M/T: Bela B)
17. Erhaben – 4:40 (M/T: Farin Urlaub)
18. Danach – 3:45 (M/T: Bela B)
19. Our Bass Player Hates This Song – 4:24 (M/T: Farin Urlaub) (a)

## Rezeption

### Rezensionen
Der Rolling Stone vergibt für das Album dreieinhalb von fünf Sternen und bezeichnet Dunkel als „gelungenes Spätwerk mit Spaß an Krawall und Tiefe“.
Der Musikexpress bewertet Dunkel mit vier von sechs Sternen. Positiv hervorgehoben wird dabei der Song Kerngeschäft mit der Rapperin Ebow. Ansonsten sei auf dem Album „textlich und musikalisch [...] alles wie immer“, ein „Ausfall“ sei „nicht dabei“.
Der Spiegel schreibt: „selbst in der kreativen Spätphase der Ärzte sitzen die meisten Gitarrenriffs und rhetorischen Pointen noch überraschend locker“. Dabei wird vor allem auf die Thematik der toxischen Männlichkeit eingegangen, die auf Dunkel eine wichtige Rolle spielt: „In entlarvender Rollenprosa geht es um Typen, die Fehler machen, sich aber trotzdem für die Krone der Schöpfung halten, um die verletzende Gewalt von Worten, aber auch Taten, um die Stille nach dem Fausthieb“.
CDstarts.de bewertet das Album mit acht von zehn möglichen Punkten. Dort heißt es: „Mit Punk, Pop, Country, Rock und Ska grasen die Ärzte auf erfrischende Art und Weise ihre gewohnten Claims ab und überraschen in Kerngeschäft mit Hip-Hop-Beats und einem Rap-Feature von Ebow. Das gab es so noch nie bei der besten Band der Welt“. Dunkel liefere den Beweis, „dass die Troika BelaFarinRod auch im hohen Punkrock-Alter noch amtlich abliefern kann“.

### Charts und Chartplatzierungen
Dunkel erreichte in der ersten Woche nach Erscheinen bereits die Chartspitze der deutschen Albumcharts. Für die Ärzte ist dies der 28. Charterfolg in den deutschen Albumcharts sowie ihr 22. Top-10-Erfolg und ihr elftes Nummer-eins-Album. Darüber hinaus platzierte sich das Album auch an der Chartspitze der deutschen deutschsprachigen Albumcharts sowie der Vinylcharts. In den deutschsprachigen Albumcharts ist Dunkel das 15. Nummer-eins-Album der Band. Die Vinylcharts führten sie zum dritten Mal an, womit die Band zu dem Zeitpunkt den Rekord von Rammstein und der Rolling Stones einstellte, die ebenfalls drei Nummer-eins-Alben verzeichneten. 2021 belegte Dunkel Rang vier der deutschen Album-Jahrescharts sowie Platz zwei der Vinyl-Jahrescharts und musste sich lediglich Voyage von ABBA geschlagen geben.
| ChartsChartplatzierungen | Höchstplatzierung | Wochen |
| ------------------------ | ----------------- | ------ |
| Deutschland (GfK)        | 1 (43 Wo.)        | 43     |
| Österreich (Ö3)          | 1 (9 Wo.)         | 9      |
| Schweiz (IFPI)           | 1 (7 Wo.)         | 7      |

| ChartsJahrescharts (2021) | Platzierung |
| ------------------------- | ----------- |
| Deutschland (GfK)         | 4           |
| Österreich (Ö3)           | 50          |
| Schweiz (IFPI)            | 59          |

| ChartsJahrescharts (2022) | Platzierung |
| ------------------------- | ----------- |
| Deutschland (GfK)         | 77          |